# John Biddle
John Biddle (ur. 15 stycznia 1615, zm. 22 września 1662) – teolog i kaznodzieja angielski o poglądach unitariańskich.

## Życiorys
Wielokrotnie atakował dogmat o Trójcy świętej, za co był więziony. Uchodzi on za ojca angielskich unitarian. Przez Kościół Anglii został uznany za heretyka. Sławę zyskał publikując w 1644 swój manuskrypt Twelve Arguments Drawn out of Scripture, Wherein the Commonly Received Opinion Touching the Deity of the Holy Spirit Is Clearly and Fully Refuted. W 1645 został wezwany przed komisję parlamentarną, która skazała go na więzienie.
Zwolniono go w 1647, jednakże opublikowanie w tym samym roku manuskryptu spowodowało rozpoczęcie kolejnego śledztwa przeciwko niemu. W rezultacie Biddle został aresztowany a jego manuskrypt Twelve Arguments spalono. Upierał się jednak przy poglądzie o subordynacji Jezusa i Ducha świętego wobec Boga, co parlament, pod naciskiem Kościoła, uznał za herezję karaną śmiercią. Wpływowy przyjaciel pomógł mu uniknąć wykonania wyroku, jednak w 1652 teolog został ponownie aresztowany i uwolniony, tym razem dzięki Oliverowi Cromwellowi.
Wraz ze swymi współwyznawcami Biddle zaczął spotykać się na niedzielnych nabożeństwach. Zaczęto nazywać ich unitarianami lub socynianami z powodu ich poglądów, zbieżnych z opiniami Fausta Socyna. Za przetłumaczenie biografii Fausta Socyna autorstwa Samuela Przypkowskiego pod tytułem Życie Socyna (1653) i publikację jego katechizmu (1654) został po raz kolejny uwięziony, a katechizm spalony. Kiedy po kilku miesiącach rozwiązano parlament, Biddle’a uwolniono, lecz wytoczono mu proces o szerzenie herezji. W 1655 został skazany na wygnanie na wyspy Scilly. Potajemnie wrócił jednak do Londynu w 1662, gdzie go ujęto. Biddle zmarł w londyńskiej Tower, skazany za niezapłacenie kary w wysokości 100 funtów.
Sprzeciwiał się nauce o preegzystencji Chrystusa i dlatego chrystadelfianie uznali go za swego prekursora.